# Màloie Gorodisxe (Perm)
|  | Per a altres significats, vegeu «Màloie Gorodisxe». |

Màloie Gorodisxe (en rus: Малое Городище) és un poble del krai de Perm, a Rússia, que pertany al districte rural de Solikamski. El 2010 tenia 30 habitants.